# Titularbistum Canatha
Das Bistum Canatha (italienisch diocesi di Canata, lateinisch Dioecesis Canathena) ist ein Titularbistum der römisch-katholischen Kirche. 
Es geht zurück auf einen untergegangenen Bischofssitz in der gleichnamigen antiken Stadt, die in der Römischen Provinz Arabia lag. Der Bischofssitz war der Kirchenprovinz Bostra zugeordnet.
| Titularbischöfe von Canatha |                                                  |                                                           |                    |                    |
| Nr.                         | Name                                             | Amt                                                       | von                | bis                |
| 1                           | Guillaume Piguel MEP                             | Apostolischer Vikar von Cochinchina (Vietnam)             | 29. Juli 1762      | 21. Juni 1771      |
| 2                           | Pierre Denaut                                    | Koadjutorbischof von Québec (Kanada)                      | 30. September 1794 | 1. September 1797  |
| 3                           | Joseph-Octave Plessis                            | Koadjutorbischof von Québec (Kanada)                      | 26. April 1800     | 17. Januar 1806    |
| 4                           | Domingo de Silos Santiago Apollinario Moreno OSB | Apostolischer Administrator von Caracas (Venezuela)       | 16. März 1818      | 30. November 1824  |
| 5                           | Joseph Karl von Schuberth                        | Weihbischof in Breslau (Königreich Preußen)               | 30. September 1831 | 12. August 1835    |
| 6                           | Antonio de Franci                                | Weihbischof in Ostia-Velletri (Italien)                   | 2. Oktober 1837    |                    |
| 7                           | Spyrydon Lytwynowytsch                           | Weihbischof in der Erzeparchie Lemberg (Ukraine)          | 8. April 1857      | 28. September 1863 |
| 8                           | Edouard-Auguste Dubar SJ                         | Apostolischer Vikar von Südwest-Hebei (China)             | 6. September 1864  | 1. Juli 1878       |
| 9                           | Louis Caspar MEP                                 | Apostolischer Vikar von Nord-Cochinchina (Vietnam)        | 23. März 1880      | 13. Juni 1917      |
| 10                          | Pawel Kubicki                                    | Weihbischof in Sandomierz (Polen)                         | 29. Juli 1918      | 11. Februar 1944   |
| 11                          | Frédéric Duc                                     | Koadjutorbischof von Saint-Jean-de-Maurienne (Frankreich) | 30. Mai 1944       | 14. März 1946      |
| 12                          | Silvino Martínez                                 | Weihbischof in Rosario (Argentinien)                      | 7. Oktober 1946    | 23. Oktober 1954   |
| 13                          | Clovis Joseph Thibauld (Thibault) PME            | Prälat in der Prälatur Davao (Philippinen)                | 29. Dezember 1954  | 1. Juli 1966       |
| 14                          | Maroun Ammar                                     | Weihbischof in Joubbé (Libanon)                           | 16. Juni 2012      | 17. Juni 2017      |
| 15                          | Mathew Manakkarakavil                            | Weihbischof im Großerzbistum Trivandrum (Indien)          | 7. Mai 2022        |                    |